# Христос Садовник
Хри́стос Садо́вник (греч. Άγιος Χρήστος ο Κηπουρός; ум. 12 февраля 1748, Константинополь) — православный мученик.

## Биография
Был родом из Албании. В сорок лет он уехал в Константинополь, где стал работать садовником.
Однажды на рынке он заспорил c турком о цене товара. Спор разгорелся, и турок в отместку обвинил Христоса в том, что он якобы поклялся принять ислам. Турок привел святого в суд и представил лжесвидетелей, которые подтвердили обвинение. Но Христос был твёрд в исповедании веры. Тогда его избили и бросили в тюрьму.
В тюрьме он встретился с писателем и поэтом Кесарием Дапонте (1713—1784), сидевшим там по политическим причинам. Кесарий выхлопотал, чтобы c ног Христоса сняли колодки, и предложил ему немного пищи для подкрепления. Но садовник отказался, сказав: «Зачем мне еда? Я хочу умереть за Христа в посте и жажде!».
В тот же день, 12 февраля 1748 года, палачи отрубили мученику голову.
Благодаря Кесарию Дапонте подвиг Христоса Садовника получил известность. Впоследствии Дапонте принял монашество на Афоне.
Святой Христос почитается в Греческих Церквах, а также в Албанской православной церкви, где является одним из наиболее почитаемых святых. В Месяцеслов Русской Православной Церкви данная память не включена.